# (10967) Billallen
(10967) Billallen est un astéroïde de la ceinture principale.

## Description
(10967) Billallen est un astéroïde de la ceinture principale. Il fut découvert le 26 mars 1971 à l'observatoire Palomar par Cornelis Johannes van Houten, Ingrid van Houten-Groeneveld et Tom Gehrels. Il présente une orbite caractérisée par un demi-grand axe de 2,77 UA, une excentricité de 0,31 et une inclinaison de 9,0° par rapport à l'écliptique.

## Compléments